# Jaroslav Sláva
Jaroslav Sláva (17. června 1906 – červenec 1988) byl český a československý politik Československé strany lidové a poúnorový poslanec Národního shromáždění ČSR.

## Biografie
Původním povoláním byl úředníkem pojišťovny. V roce 1948 se uvádí jako úředník a člen krajského předsednictva Československé strany lidové.
Od roku 1935 byl členem ČSL. Od roku 1946 do roku 1948 byl členem jejího výkonného výboru a krajského výboru v Ústí nad Labem. Během únorového převratu v roce 1948 patřil k frakci, která v ČSL převzala moc a která lidovou stranu proměnila na loajálního spojence komunistického režimu. Ve volbách v roce 1948 byl zvolen do Národního shromáždění za ČSL ve volebním kraji Ústí nad Labem. V parlamentu zasedal až do konce funkčního období, tedy do voleb roku 1954.
Státní bezpečnost eviduje Jaroslava Slávu narozeného 17. června 1906 po krycími jmény Ústecký a Zeman. Zastával post vedoucího tajemníka severočeské krajské organizace ČSL a ředitele Ústřední politické školy ČSL. Byl nositelem státních vyznamenání.